# فرنسيس أبوت
فرنسيس أبوت (بالإنجليزية: Francis Abbott)‏ هو عالم فلك أسترالي، ولد في 12 أغسطس 1799 في دربي في المملكة المتحدة، وتوفي في 18 فبراير 1883 في هوبارت في أستراليا.